# Anemesia sogdiana
Espèce
Anemesia sogdiana est une espèce d'araignées mygalomorphes de la famille des Cyrtaucheniidae.

## Distribution
Cette espèce se rencontre en Ouzbékistan et au Tadjikistan.

## Description
Le mâle holotype mesure 13,40 mm et la femelle paratype 16,50 mm.

## Étymologie
Son nom d'espèce lui a été donné en référence au lieu de sa découverte, la Sogdiane.

## Publication originale
- Zonstein, 2018 : A revision of the spider genus Anemesia (Araneae, Cyrtaucheniidae). European Journal of Taxonomy, no 485, p. 1-100 (texte intégral).